# Francisco Alonso
Francisco Fernando Alonso Martínez (Malaga, 25 maggio 1996) è un cestista spagnolo.